# Organização do Tratado de Segurança Coletiva
A Organização do Tratado de Segurança Coletiva (OTSC; em russo: Организация Договора о коллективной безопасности), também conhecida como Organização do Tratado de Cooperação e Segurança ou simplesmente Tratado de Tasquente (em russo: Ташкентский договор), é uma aliança militar intergovernamental assinada em 15 de maio de 1992. Em 7 de outubro de 2002, os presidentes da Armênia, Bielorrússia, Cazaquistão, Quirguistão, Rússia e Tajiquistão assinaram uma ratificação em Tasquente, fundando oficialmente a OTSC.
Em 23 de junho de 2006 o Uzbequistão se tornou um membro integrante da OTSC, e sua participação foi oficializada pelo parlamento uzbeque em 28 de março de 2008. A organização é atualmente um membro-observador da Assembleia-Geral das Nações Unidas.
A carta de intenções da OTSC reafirmou o desejo de todos os Estados participantes de se abster da utilização ou da ameaça do uso da força. Os signatários não podem participar de outras alianças militares, ou quaisquer outros grupos de Estados, e estipula que qualquer agressão contra um dos membros deve ser vista como uma agressão contra todos. A OTSC realiza exercícios militares conjuntos anualmente, como forma de melhorar a cooperação entre os integrantes da organização. O maior destes exercícios foi o realizado o conhecido como "RUBEJ 2008", na Armênia, onde um total de 4000 homens de todos os sete países constituintes da OTSC conduziram treinamentos operativos, estratégicos e táticos, com ênfase na melhoria da eficiência do elemento de segurança coletiva da parceria.
Seus objetivos proclamados são "fortalecer a paz, segurança e estabilidade internacional e regional, proteção coletiva da independência, integridade territorial e soberania dos Estados membros, para o qual os Estados membros dão prioridade aos meios políticos”. Seu início estabelecido em 15 de maio de 1992 pela assinatura do Tratado de Segurança Coletiva em Tashkent (Uzbequistão). O órgão máximo é o Conselho de Segurança Coletiva (CSC), que nomeia o Secretário Geral da organização. A população total dos países que são membros da organizaçõo é de 193.835.249 pessoas (2021). O número de forças de paz para 2022 é de 3.600 pessoas. A cooperação utiliza um sistema de 'presidência rotativa', na qual o país responsável pela liderança da aliança é alternado anualmente. Na bandeira da organização está uma cidadela, orientada por baluartes ao longo dos principais pontos cardeais.

## Estados membros

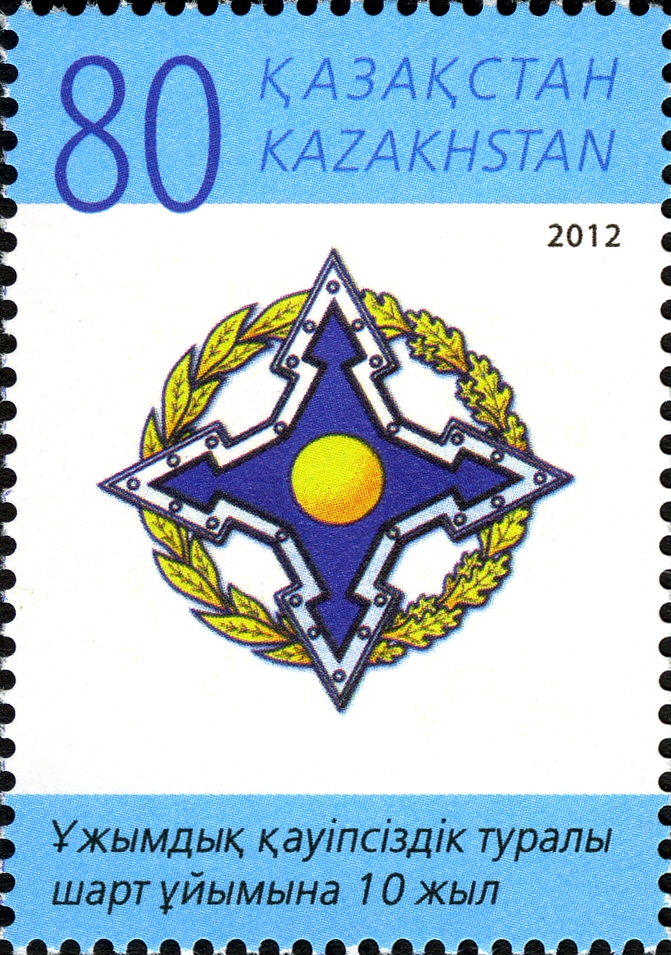
Selo do Cazaquistão, 2012

O início da OTSC foi estabelecido em 15 de maio de 1992 pela assinatura do Tratado de Segurança Coletiva em Tashkent (Uzbequistão) pelos chefes da Armênia, Cazaquistão, Quirguistão, Rússia, Tadjiquistão e Uzbequistão. Em 1993, Azerbaijão, Bielorrússia e Geórgia aderiram a OTSC . Posteriormente, Azerbaijão, Geórgia e Uzbequistão deixaram as fileiras da organização. Qualquer país participante tem o direito de se retirar da organização a qualquer momento, a seu próprio pedido. No momento em que o tratado entrou em vigor em 1994, a organização possuía 9 membros.
De acordo com a atual Carta da Organização do Tratado de Segurança Coletiva, os estados fundadores da organização são aqueles estados que, no momento em que a Carta foi adotada, assinaram e ratificaram o Acordo sobre o estabelecimento de um tratado de segurança coletiva de 15 de maio de 1992 e o Protocolo de Prorrogação do Tratado de Segurança Coletiva de 21 de abril de 1999. Os Estados membros da organização são os Estados fundadores que assumiram as obrigações decorrentes da Carta no prazo de 1 ano após a sua adoção pelo Conselho de Chefes de Estado.
Membros do Tratado de Segurança Coletiva e seus status (fevereiro/2022):
| País          | Brasão | Bandeira     | Associação        | Ano de entrada |
| ------------- | ------ | ------------ | ----------------- | -------------- |
| Armênia       |        | Arménia      | Membro integral   | 1994           |
| Bielororússia |        | Bielorrússia | Membro integral   | 1994           |
| Cazaquistão   |        | Cazaquistão  | Membro integral   | 1994           |
| Quirguistão   |        | Quirguistão  | Membro integral   | 1994           |
| Rússia        |        | Rússia       | Membro integral   | 1994           |
| Tajiquistão   |        | Tajiquistão  | Membro integral   | 1994           |
| Sérvia        |        | Sérvia       | Estado observador | 2013           |

Antigos membros da Organização do Tratado de Segurança Coletiva:
| País        | Brasão | Bandeira    | Associação             | Ano de entrada                         | Ano de saída                           |
| ----------- | ------ | ----------- | ---------------------- | -------------------------------------- | -------------------------------------- |
| Azerbaijão  |        | Azerbaijão  | Antigo membro integral | 1994                                   | 1999                                   |
| Geórgia     |        | Geórgia     | Antigo membro integral | 1994                                   | 1999                                   |
| Uzbequistão |        | Uzbequistão | Antigo membro integral | 1994 (primeira vez) 2006 (segunda vez) | 1999 (primeira vez) 2012 (segunda vez) |

Ex-Estados Observadores à Assembleia Parlamentar
A República Islâmica do Afeganistão integrou o grupo de estados observadores, desde 11 de abril de 2013 até 15 de agosto de 2021, a ofensiva do Talibã (2021) levou à eliminação da República Islâmica do Afeganistão e sua saída da OTSC.[carece de fontes?]

## História da organização

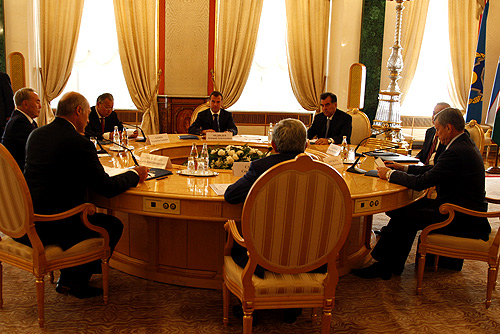
Reunião de Cúpula da OTSC em 2008, Armênia

Após o colapso da URSS, os estados independentes pós-soviéticos, em 15 de maio de 1992, Armênia, Cazaquistão, Quirguistão, Rússia, Tadjiquistão e Uzbequistão assinaram um tratado de segurança coletiva (CST) em Tashkent. O Azerbaijão assinou o acordo em 24 de setembro de 1993, a Geórgia em 9 de setembro de 1993, a Bielorrússia em 31 de dezembro de 1993.
O acordo entrou em vigor em 20 de abril de 1994. O acordo era de 5 anos, podendo ser prorrogado. Em 2 de abril de 1999, os presidentes da Armênia, Bielorrússia, Cazaquistão, Quirguistão, Rússia e Tadjiquistão assinaram um protocolo para estender o tratado por mais cinco anos, no entanto, Azerbaijão, Geórgia e Uzbequistão se recusaram a estender o tratado; no mesmo ano o Uzbequistão juntou-se ao GUAM.
Na sessão de Moscou do Tratado de Segurança Coletiva em 14 de maio de 2002, foi tomada a decisão de transformar a Organização do Tratado de Segurança Coletiva em uma organização internacional de pleno direito — a Organização do Tratado de Segurança Coletiva (OTSC). Em 7 de outubro de 2002, a Carta e o Acordo sobre o Estatuto Jurídico da OTSC foram assinados em Chisinau, que foram ratificados por todos os Estados membros da OSC e entraram em vigor em 18 de setembro de 2003.
Em 2 de dezembro de 2004, a Assembleia Geral da ONU adotou uma resolução concedendo o status de observador da OTSC na Assembleia Geral da ONU. Em 16 de agosto de 2006, foi assinada uma decisão em Sochi sobre a adesão plena (restauração da adesão) do Uzbequistão a organização. Em 4 de fevereiro de 2009, em Moscou, os líderes dos países da organização aprovaram a criação da Força Coletiva de Reação Rápida (ou FRR, força da resposta rápida). De acordo com o documento assinado, o CRRF será utilizado para repelir agressões militares, realizar operações especiais de combate ao terrorismo e extremismo internacional, crime organizado transnacional, tráfico de drogas, bem como eliminar as consequências de situações de emergência. Em 3 de abril de 2009, um representante do secretariado da organização declarou que o Irã poderia no futuro receber o status de país observador na organização.
Em 14 de junho de 2009, realizou-se em Moscou uma sessão do Conselho de Segurança Coletiva dos Estados, segundo a qual deveria ser criado a força de resposta rápida (FRR). No entanto, a Bielorrússia recusou-se a participar na sessão devido à eclosão da "guerra do leite". com a Rússia, acreditando que sem a cessação de ações que minam os fundamentos da segurança econômica dos parceiros, não é possível tomar decisões sobre outros aspectos da segurança. No entanto, a decisão de criar a força de resposta rápida (FRR) na cúpula foi tomada pelo resto dos países membros, mas acabou sendo ilegítima: de acordo com o parágrafo 1 do artigo 14 do Regimento dos órgãos da OTSC, aprovado pelo Decisão do Conselho de Segurança Coletiva da OTSC sobre documentos que regulam as atividades da OTSC datada de 18 de junho de 2004, a não participação de um país - membro da organização nas reuniões do Conselho de Segurança Coletiva, Conselho de Ministros das Relações Exteriores, o Conselho de Ministros da Defesa, o Comitê de Secretários dos Conselhos de Segurança significa a ausência do consentimento do país - membro da organização para a adoção das decisões consideradas por esses órgãos e, consequentemente, falta de consenso para a tomada de decisões de acordo com a Regra 14. Assim, os documentos considerados em 14 de junho na cúpula da OTSC em Moscou não podem ser considerados adotados por falta de consenso. Além da Bielorrússia, o documento sobre o criação da Força de Resposta Rápida (FRR) também não foi assinado pelo Uzbequistão. Na cúpula de Moscou, o documento foi aprovado por cinco dos sete países que compõem a organização: Rússia, Armênia, Quirguistão, Cazaquistão e Tadjiquistão.
Em 2 de outubro de 2009, agências de notícias divulgaram a notícia de que a República da Bielorrússia havia aderido ao acordo da força de resposta rápida (FRR) com base em uma declaração do Presidente da República da Bielorrússia. Todos os procedimentos para assinatura de documentos no CRRF já foram concluídos. No entanto, já em 6 de outubro descobriu-se que a Bielorrússia não havia assinado o acordo sobre as forças de resposta rápida - FRR. Além disso, Alexander Lukashenko recusou-se a observar a fase final dos exercícios das forças de resposta rápida do OTSC, que ocorreram em 16 de outubro de 2009 no campo de treinamento Matybulak no Cazaquistão.
Em 20 de outubro de 2009, a Secretaria da OTSC recebeu documentos assinados pela Bielorrússia.
Em junho de 2010, devido à situação no Quirguistão associada ao confronto entre as diásporas quirguiz e uzbeque, que na verdade levou o Quirguistão a um estado de guerra civil, o Comitê de Secretários dos Conselhos de Segurança foi convocado com urgência. O comitê foi convocado para resolver a questão da assistência militar ao Quirguistão, que consistia na introdução da força de resposta rápida (FRR) no país. A Presidente do Quirguistão, Roza Otunbaeva, também se dirigiu ao Presidente da Federação Russa Dmitry Medvedev com este pedido. Então, depois que a OTSC se recusou a ajudar a resolver a situação no estado membro, a organização foi duramente criticada pelo presidente da Bielorrússia Alexander Lukashenko. Enquanto isso, o organização ajudou o Quirguistão: organizou a busca pelos instigadores da agitação e coordenou a cooperação para reprimir as atividades de grupos terroristas que realmente influenciaram a situação do Afeganistão, a luta contra a máfia da droga que opera no sul do Quirguistão, o controle de todas as fontes de informação que trabalham no sul do país. Alguns especialistas acreditam que o OTSC fez a coisa certa ao não enviar as forças de resposta rápida (FRR) para o Quirguistão, pois isso exacerbaria ainda mais os conflitos étnicos no país.
Em 28 de junho de 2012, a OTSC enviou uma nota com um aviso de suspensão da participação do Uzbequistão no grupo, oficialmente suspensa em 19 de dezembro do mesmo ano). Desde 2005, a Rússia começou a treinar pessoal para os países da OTSC gratuitamente em suas instituições de ensino militar. Em 2010, cerca de 2,5 mil militares do Cazaquistão, Bielorrússia, Armênia, Tadjiquistão, Quirguistão e Uzbequistão estudam na Federação Russa.
Devido aos protestos da população e tumultos na noite de 5 de janeiro de 2022, o Presidente do Cazaquistão dirigiu-se aos líderes do OTSC com um pedido para receber apoio da organização em seu país. Tokayev explicou sua decisão pelo fato de que “gangues terroristas treinadas no exterior” operam no país. Na noite de 5 para 6 de janeiro, o Conselho de Segurança Coletiva (CSC) decidiu enviar as forças de paz do OTSC para o Cazaquistão.